# Samantha Fox
Samantha Karen "Sam" Fox (n. 15 aprilie 1966, Londra) este o actriță, cântăreață și fotomodel britanic.

## Date biografice
Deja la vârsta de 16 ani ea devine cunoscută prin revista britanică The Sun în postura fetei de pe pagina trei. În anii următori este una dintre fetele Pin-up care prezintă femei tinere în poziții erotice, aceste poze fiind fixate pe pereți de admiratori. Popularitatea de care se bucură Samantha era datorată mărimii sânilor. În anul 1983 a încheiat un contract de asigurare a sânilor pentru suma de  500.000 de dolari. Ulterior ea devine renumită ca și cântăreață, inițiind cu foștii ei colegi de școală formația S.F.X. Primul lor album muzical a fost Touch Me, care a devenit șlagăr în 1986. Urmează alte albume muzicale ca Touch Me (I Want Your Body), Naughty Girls (Need Love Too), Do Ya Do Ya (Wanna Please Me). Samantha Fox a trăit o perioadă împreună cu managera ei Myra Stratton.

## Discografie

### Albume
- 1986: Touch Me
- 1987: Samantha Fox
- 1988: I Wanna Have Some Fun
- 1991: Just One Night
- 1998: 21st Century Fox
- 2005: Angel with an Attitude

### Compilații
- 1992: Greatest Hits
- 1995: The Hits Album
- 2002: Watching You, Watching Me
- 2004: 12 Inch Collection
- 2005: Hot Tracks - The Best Of Samantha Fox
- 2009: Greatest Hits